# Lista över fotbollstränare i Malmö FF
Följande är en lista över tränare i Malmö FF och deras största meriter från 1917 fram tills i dag. Fram tills starten av säsongen 2024 har Malmö FF haft 34 tränare.
De mest framgångsrika tränaren i Malmö FF efter antalet vunna troféer är Bob Houghton som vann Svenska mästerskapet tre gånger och Svenska cupen fyra gånger under sina första sju år i klubben. Tränaren som har vunnit flest svenska mästerskap är Antonio Durán med sina fyra titlar under hans åtta år som tränare i klubben. Roy Hodgson är den tränare som har vunnit Allsvenskan flest gånger med klubben, han vann Allsvenskan fem gånger mellan 1985 och 1989, men lyckades bara vinna den avgörande playoff-matchen 1986 och 1988 under sina fem år i klubben.
Den tränare som har innehaft posten längst är Bob Houghton som har tränat klubben från 1974 till 1980 och från 1990 till 1992, sammanlagt tio år.

## Tränare
| Namn              | Från | Till | Meriter                               |
| ----------------- | ---- | ---- | ------------------------------------- |
| Ernst Hjertberg   | 1917 | 1917 |                                       |
| Hans Ruff         | 1922 | 1922 |                                       |
| Carl Wijk         | 1932 | 1934 |                                       |
| Václav Simon      | 1935 | 1937 |                                       |
| Harry Lundahl     | 1937 | 1941 |                                       |
| Carl Ahlberg      | 1941 | 1943 |                                       |
| Sven Nilsson      | 1944 | 1944 | 1 Svenskt mästerskap, 1 Svenska cupen |
| István Wampetits  | 1945 | 1945 |                                       |
| Sven Nilsson      | 1945 | 1947 | 2 Svenska cupen                       |
| Kálmán Konrád     | 1947 | 1950 | 2 Svenska mästerskap                  |
| Sven Nilsson      | 1950 | 1950 |                                       |
| Bert Turner       | 1951 | 1955 | 2 Svenska mästerskap, 2 Svenska cupen |
| Pepi Stroh        | 1955 | 1958 |                                       |
| Nils-Åke Sandell  | 1959 | 1963 |                                       |
| Antonio Durán     | 1964 | 1971 | 4 Svenska mästerskap, 1 Svenska cupen |
| Karl-Erik Hult    | 1972 | 1973 | 1 Svenska cupen                       |
| Bob Houghton      | 1974 | 1980 | 3 Svenska mästerskap, 4 Svenska cupen |
| Keith Blunt       | 1980 | 1982 |                                       |
| Tord Grip         | 1983 | 1984 | 1 Svenska cupen                       |
| Roy Hodgson       | 1985 | 1989 | 2 Svenska mästerskap, 2 Svenska cupen |
| Bob Houghton      | 1990 | 1992 |                                       |
| Viggo Jensen      | 1992 | 1993 |                                       |
| Rolf Zetterlund   | 1994 | 1996 |                                       |
| Frans Thijssen    | 1997 | 1998 |                                       |
| Roland Andersson  | 1998 | 1999 |                                       |
| Michael Andersson | 2000 | 2001 |                                       |
| Tom Prahl         | 2002 | 2005 | 1 Svenskt mästerskap                  |
| Sören Åkeby       | 2006 | 2007 |                                       |
| Roland Nilsson    | 2008 | 2011 | 1 Svenskt mästerskap                  |
| Rikard Norling    | 2011 | 2013 | 1 Svenskt mästerskap                  |
| Åge Hareide       | 2014 | 2015 | 1 Svenskt mästerskap                  |
| Allan Kuhn        | 2016 | 2016 | 1 Svenskt mästerskap                  |
| Magnus Pehrsson   | 2016 | 2018 | 1 Svenskt mästerskap                  |
| Daniel Andersson  | 2018 | 2018 |                                       |
| Uwe Rösler        | 2018 | 2019 |                                       |
| Jon Dahl Tomasson | 2019 | 2021 | 2 Svenska mästerskap                  |
| Milos Milojevic   | 2022 | 2022 | 1 Svenska cupen                       |
| Åge Hareide       | 2022 | 2022 |                                       |
| Henrik Rydström   | 2022 |      | 2 Svenska mästerskap, 1 Svenska cupen |